# Edel Margrethe von Pultz (født Gyldenkrone)
Edel Margrethe Jørgensdatter von Pultz (født Gyldenkrone) er af den adelige slægten Gyldenkrone (Güldencrone). Hun er født d. 6. juni (alternativt 6. september eller 6. oktober) 1707 på Urup Herregård og døde d. 29. december 1803. Edel Margrethe er datter af Baron Jørgen Gyldenkrone og Baronesse Vibeke Dorthea Gersdorff.

## Familie

### Ægteskab
Edel Margrethe Jørgensdatter von Pultz (født Gyldenkrone) blev d. 16. november 1724 gift med Ritmester Peder Hansen von Pultz. Parret fik 8 børn sammen.

### Børn
Børn af Edel Margrethe og Peder:
1. Hans Frederik von Pultz (f. 15 aug. 1727, d. ?)
2. Wibeke Marie von Pultz (f. 8 dec. 1729, d. 13 feb. 1811)
3. Agnete Christiane von Pultz (f. 2 feb. 1731, d. 23 jan. 1783)
4. Friderica Georgina (Frederikke Jørgine) von Pultz (f. nov. 1732, d. 13 jul. 1772)
5. Frederik Jørgen von Pultz (f. 12 nov. 1734, d. 27 jan. 1811)
6. Ida Helene von Pultz (f. 26 jun. 1737, d. 1742)
7. Hans Vilhelm von Pultz (f. 1739, d. 1748)
8. Ida Wilhelmina von Pultz (f. 1749, d. 1766)

## Ejerskab og besiddelser
Edel Margrethe von Pultz overtog Rygård i Langå Sogn på Sydfyn da hendes mand, Peder Hansen von Pultz, døde d. 2. januar 1764. Hun solgte dog gården allerede i 1766 til greve Adam Gottlob Moltke.
Efter salget af Rygård købte hun herregården Tiselholt, hvor hun tilbragte resten af sit liv. Herregården blev efter hendes død solgt på auktion til Ulrik Christian von Schmidten og Hans Cramer Winding.
- 2. januar 1764 - 1766 - Rygård (Langå Sogn)
- 1766 - 1803 - Tiselholt